# ルーカ・フィオルディリーノ
ルーカ・アントニオ・フィオルディリーノ（Luca Antonio Fiordilino 、1996年7月25日 - ）は、イタリア・パレルモ出身のプロサッカー選手。セリエB・ヴェネツィアFC所属。ポジションは、ミッドフィールダー。

## クラブ歴
USチッタ・ディ・パレルモの下部組織で選手生活をスタート。
2015年7月、レガ・プロのコゼンツァ カルチョ。2016年7月、レガ・プロのUSレッチェにそれぞれローン移籍した。
2019年7月24日、ヴェネツィアFCと3年契約を結んだ。